# Peter Burwell Starke
Pour les articles homonymes, voir Starke (homonymie).
Peter Burwell Starke (1813 – 13 juillet 1888) est un homme politique américain, qui a servi en tant que brigadier-général dans l'armée provisoire des États confédérés.

## Avant la guerre
Peter Starke, frère du brigadier-général William Starke, naît dans le comté de Brunswick, en Virginie, en 1813. Alors qu'il est jeune homme, lui et ses frères exploitent un relais de diligence de la ligne de Lawrenceville à Petersburg via Boydton. Il s'installe dans le comté de Bolivar, au Mississippi, dans les années 1840. Il est candidat malheureux aux élections du Congrès (en) en 1846, mais représente par la suite le comté de Bolivar à la Législature du Mississippi, d'abord à la Chambre des représentants de 1850 à 1854, puis au Sénat d'État de 1856 à 1862. 

## Guerre de Sécession
Starke devient colonel du 28th Mississippi Cavalry avec une commission datée du 24 février 1862. Son régiment est attaché au commandement du brigadier général Martin Smith, pour la défense de Vicksburg, au Mississippi, et en septembre, il compte près de 700 hommes. Stationné à Panola en novembre, il prévient de l'avance de l'expédition de Hovey de l'Arkansas, et pendant ce mouvement infructueux de l'ennemi, son régiment est engagé dans des escarmouches. À partir de ce moment, durant les efforts de longue-durée  pour réduire Vicksburg, la cavalerie confédérée est activement occupée à observer les mouvements de l'ennemi. lors de l'organisation des forces à l'extérieur de Vicksburg par le général Joseph Johnston, lui et son régiment sont affectés à la brigade de cavalerie du brigadier-général William Jackson, tout d'abord composé des régiments de Pinson, Harris, Starke, et d'Adams, et du bataillon de Steede. En mars 1863, il participe à la victoire à Thompson's Station, sous les ordres du major-général Earl Van Dorn.
Quand Jackson devient commandant d'une division de cavalerie, sous les ordres du major-général Stephen Lee, Starke est affecté au commandement de la brigade, qui, en février, 1864, comprend les régiments de Pinson, de Starke et de Ballentine, et de la compagnie de Louisiane de Webb, et de l'artillerie légère de Colombus. Il est stationné devant Vicksburg quand Sherman commence l'expédition de Meridian. Il résiste à la progression de l'un des corps de l'ennemi le 4 février et, le 24, attaque la colonne en retraite de Sherman à Sharon, infligeant des pertes considérables à l'ennemi. Sa conduite dans cette campagne est chaleureusement félicitée par le général Jackson, et le général Lee déclare : « le colonel Starke, commandant la brigade, a montré des compétences et de la bravoure à chaque occasion, et a gagné ma confiance ». Au cours de la campagne d'Atlanta, sa brigade est commandée par le brigadier général Frank Armstrong, et il est pendant une partie du temps au commandement de son régiment. Promu brigadier général le 4 novembre 1864, il prend part aux opérations de cavalerie pendant la campagne du Tennessee de Hood. En février 1865, il est affecté au commandement, près de Columbus, au Mississippi, de l'une des trois brigades que le brigadier général James Chalmers crée en divisant la cavalerie du Mississippi, et les régiments suivants lui sont subordonnés : 4th Mississippi  de Wilbourn, 6th Mississippi de Wade et 8th Confederate, 8th Mississippi de White, 28th, 18th bataillon, et une partie du 5th régiment. Son commandement fait partie de l'armée du lieutenant général Richard Taylor lors de sa reddition.

## Après la guerre
De 1866 à 1872, Starke est membre du conseil d'administration des commissaires du Mississippi ; et il est également nommé pendant un mandat comme shérif du comté de Bolivar. Comme tous les enfants de son premier mariage sont morts après la guerre, il retourne en Virginie en 1873 et s'installe dans son comté natal près de Lawrenceville. Il y meurt le 13 juillet 1888, et est enterré sur ce qui était autrefois la ferme de la famille de sa seconde épouse.